# 拉讷港
拉讷港（法語：Port-de-Lanne，法語發音：[pɔʁ də lan]）是法国朗德省的一个市镇，属于达克斯区。

## 地理
拉讷港（43°33'53"N, 1°10'44"W）面积12.68 平方千米，位于法国新阿基坦大区朗德省，该省份为法国西南部沿海省份，是法國本土面积第二大的省，北起吉倫特省，西临大西洋，南至大西洋比利牛斯省，东临热尔省，东北与洛特-加龍省接壤。
与拉讷港接壤的市镇（或旧市镇、城区）包括：奥尔特维耶勒、圣艾蒂安多尔特、圣隆莱米讷、圣玛丽德戈斯、萨姆、奥里斯特。

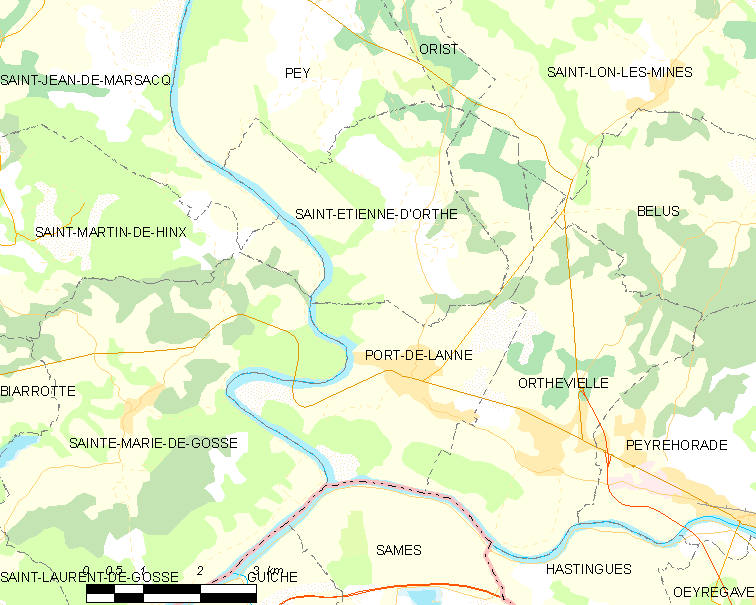
拉讷港的OSM定位图

拉讷港的时区为UTC+01:00、UTC+02:00（夏令时）。

## 行政
拉讷港的邮政编码为40300，INSEE市镇编码为40231。

## 政治
拉讷港所属的省级选区为奥尔特-阿里冈县。

## 人口

1962-2008年间拉讷港人口变化图示

拉讷港于2022年1月1日时的人口数量为1228人。